# Schopfloch (Bavière)
Pour les articles homonymes, voir Schopfloch.
Schopfloch est une commune (Markt) allemande, située en Bavière, dans l'arrondissement d'Ansbach et le district de Moyenne-Franconie.

## Géographie

Situation de Schopfloch dans l'arrondissement d'Ansbach

Schopfloch est située sur la rivière Wörnitz entre Feuchtwangen à 6 km au nord et Dinkelsbühl à 5 km au sud. La ville est traversée par la Route romantique et se trouve à 34 km au sud-ouest d'Ansbach, le chef-lieu de l'arrondissement. Schopfloch est à la limite avec le land de Bade-Wurtemberg (arrondissement de Schwäbisch Hall, district de Stuttgart).
Communes limitrophes (en commençant par le nord et dans le sens des aiguilles d'une montre) : Feuchtwangen, Dürrwangen et Dinkelsbühl.
Plusieurs communes ont été incorporées au marché de Schopfloch :
- Lehengütingen en 1970 ;
- Waldhäuslein en 1971 ;
- Dickersbronn et Zwernberg en 1978.

## Histoire
La première mention écrite de Schopfloch date de 1260.
La ville a abrité une importante communauté juive dès le XIVe siècle. Un cimetière subsiste de nos jours.
Après avoir rejoint le royaume de Bavière en 1806, Schpofloch a été intégrée à l'arrondissement de Dinkelsbühl jusqu'à la disparition de ce dernier dans les années 1970 et à l'intégration de Schopfloch dans l'arrondissement d'Ansbach.

## Démographie
Marché de Schopfloch seul :
| 1910  | 1933  | 1939  |
| ----- | ----- | ----- |
| 1 934 | 1 851 | 1 745 |

Marché de Schopfloch dans ses limites actuelles :
| 1910  | 1933  | 1939  | 2003  | 2009  |
| ----- | ----- | ----- | ----- | ----- |
| 2 585 | 2 467 | 2 279 | 2 906 | 2 863 |

## Jumelages
Le bourg de Schopfloch est jumelé avec :
- Saint-Hilaire-Peyroux (France) depuis 2010
- Favars (France) depuis 2010